# Grand Prix automobile d'Abou Dabi 2014
GP précédent GP suivant
Le Grand Prix automobile d'Abou Dabi 2014 (2014 Formula 1 Etihad Airways Abu Dhabi Grand Prix), disputé le 23 novembre 2014 sur le Circuit Yas Marina, est la 916e épreuve du championnat du monde de Formule 1 courue depuis 1950. Il s'agit de la sixième édition du Grand Prix d'Abou Dabi comptant pour le championnat du monde et la dix-neuvième et dernière manche du championnat 2014. Pour la première fois dans l'histoire du championnat du monde de Formule 1, les points de la manche finale de la saison sont doublés (la victoire rapporte ainsi 50 points, la deuxième place 36 points, la troisième 30 points...). Vainqueur de son onzième Grand Prix 2014 et du trente-troisième de sa carrière, Lewis Hamilton remporte au volant de sa Mercedes AMG F1 W05 son deuxième titre de champion du monde des pilotes après celui de 2008. 
Meilleur temps des deux premières sessions d'essais devant son coéquipier Nico Rosberg, Lewis Hamilton domine les deux premières parties des qualifications. Toutefois, lors de la phase finale, Rosberg le repousse à quatre dixièmes de secondes pour réaliser sa troisième pole position consécutive, sa onzième cette saison et la quinzième de sa carrière. Cette année, il s'est montré supérieur à Hamilton dans cet exercice (sept pole position), tandis que Mercedes, en tant que motoriste a réalisé les 19 pole positions du championnat. Les deux pilotes des Flèches d'Argent monopolisent une nouvelle fois la première ligne devant les Williams de Valtteri Bottas et Felipe Massa. Daniel Ricciardo et Sebastian Vettel, exclus pour non-conformité de l'aileron avant de leurs Red Bull RB10 et contraints de s'élancer en fond de grille, cèdent leur place en troisième ligne à Daniil Kvyat et Jenson Button. Les Ferrari suivent en quatrième ligne, Kimi Räikkönen devançant Fernando Alonso qui prend son dernier départ en rouge. Kevin Magnussen et Jean-Éric Vergne, éliminés en Q2 sont promus en cinquième ligne.
À l'extinction des feux, Lewis Hamilton prend un meilleur départ que son coéquipier et ne quitte plus la tête de la course hormis lors de ses deux passages par les stands. Sa chevauchée vers la victoire et son deuxième titre mondial, à 29 ans, est facilitée par les problèmes mécaniques rencontrés par Nico Rosberg à partir du vingt-troisième tour ; son système de récupération d'énergie (ERS) tombe en panne, ce qui entraîne une perte de puissance sur sa machine. L'Allemand, malgré les incitations de ses ingénieurs, refuse d'abandonner et finit au quatorzième rang, à un tour d'Hamilton. En conclusion d'une saison qui les a vus revenir au premier plan, les Williams terminent toutes deux sur le podium, Felipe Massa se classant deuxième à moins de trois secondes d'Hamilton, suivi par Valtteri Bottas. Daniel Ricciardo remonte du fond de la grille pour prendre la quatrième place en réalisant le premier meilleur tour en course de sa carrière, alors que Jenson Button, cinquième, remporte sa lutte contre les deux Force India de Nico Hülkenberg, sixième, et Sergio Pérez, septième. Sebastian Vettel achève sa première saison sans pole position ni victoire depuis 2007 et sa dernière course pour Red Bull Racing au huitième rang, devant les Ferrari de Fernando Alonso et Kimi Räikkönen. 
Lewis Hamilton est champion du monde avec 384 points, 11 victoires, 7 pole positions, 7 meilleurs tours et 495 tours en tête. Il offre le titre à Mercedes cinquante-neuf ans après celui remporté par Juan Manuel Fangio. Il est le premier double champion du monde britannique depuis Jackie Stewart en 1971. Nico Rosberg, encore en lice pour le titre au départ de cette dernière manche du championnat 2014, termine vice-champion avec 317 points (5 victoires, 11 pole positions), Daniel Ricciardo, le seul pilote à avoir gagné cette saison sur une autre monoplace qu'une Mercedes, monte sur le podium du championnat avec 238 points et 3 victoires. Valtteri Bottas profite des points doublés de cette ultime course pour, avec un total de 186 points, ravir la quatrième place à  Sebastian Vettel (167 points). Fernando Alonso, à l'issue de sa moins bonne saison avec Ferrari, termine au sixième rang avec 161 points. Dix-sept pilotes ont marqué des points en 2014, Pastor Maldonado et Jules Bianchi fermant la marche avec 2 points.
Mercedes, vainqueur du championnat constructeurs depuis le 12 octobre à l'arrivée du Grand Prix de Russie achève la saison avec les totaux records de 701 points, onze doublés et seize victoires. Grâce aux victoires et aux podiums de Daniel Ricciardo, Red Bull Racing termine vice-championne du monde (405 points) tandis que Williams renoue avec son lustre passé en terminant troisième avec 320 points, devant Ferrari (216 points) qui a vécu sa première saison sans victoire depuis vingt ans, McLaren (181 points) et Force India (155 points). Neuf écuries ont obtenu des points, Caterham et Sauber n'en ayant pas marqué.

## Contexte avant le Grand Prix

### Les cas Caterham et Marussia

#### Caterham
Après ses forfaits aux Grand Prix des États-Unis et du Brésil, l'écurie Caterham est bien présente sur le circuit de Yas Marina. Le 14 novembre, l'administrateur judiciaire Finbarr OConnell déclare : « Je suis certain à 90 % que nous irons à Abou Dabi. Des repreneurs potentiels sont venus vers moi lors des trois derniers jours et pour que cela se concrétise, nous devons garder la licence. Si une certaine partie des choses se confirment, nous partirons. S'il nous manque un peu d'argent nous recalibrerons le projet jusqu’au jour de la course. »
Plus tard, la même journée, Caterham F1 Team confirme sa présence, l'argent récolté via le financement participatif (1,8 million de livres sterling sur les 2,35 millions recherchés) étant suffisant. O'Connell s'en félicite : « C'était un challenge difficile mais nous avons réussi. En une semaine les fans ont rendu l'impossible possible. Nous allons maintenant à Abou Dabi en espérant sécuriser un futur pour cette équipe. Il y a une belle équipe, un bel esprit et de l'expérience, il ne manque plus qu'à sécuriser un avenir financier mais je suis très confiant à ce sujet. »
Finbarr O'Connell souhaite désormais assurer l'avenir en Formule 1 de l'équipe qui, en participant à la dernière manche de la saison, sauve son inscription au championnat 2015 ; ne reste qu'à trouver un repreneur pour l'écurie : « Confirmer notre participation à cette dernière course était vraiment, crucial ; sans cela, nous n’étions plus en Formule 1. Il fallait être présent. Je sais que des personnes essayent ou essayaient de faire la même chose avec Marussia mais s'ils n’y arrivent pas ce sera fini pour eux. Nous relançons la campagne de crowdfunding jusqu'à Abou Dabi. Il nous manque un peu d'argent mais nous négocions des contrats en ce moment. Des pilotes veulent rouler et ont des sponsors. Tout cela nous a décidé à donner le feu vert pour aller à Abou Dabi. Même si l'argent n’est pas encore en banque à cette heure, nous sommes confiants que nous l'aurons à temps. Je continue à discuter avec des contacts que nous avions déjà et d'autres, nouveaux. Certains sont liés à la Formule 1 et auraient un intérêt à reprendre l'équipe. Le crowdfunding a permis de nouer des relations que nous n'aurions jamais eu auparavant. Tout le monde est motivé même si l'équipe de course n'est pas payée. Cela montre leur esprit pour que l'équipe continue. Ce premier effort réussi ne peut pas, ne doit pas, se terminer sur la mort d'une équipe. »,,
Dans le même temps, et alors que l'opération de financement particitatif atteignait 81 % des fonds demandés, 230 salariés de l'écurie reçoivent leur lettre de licenciement. Jim McManus, un des aérodynamiciens déclare : « C'est consternant de voir la quantité de publicité autour du succès du crowdfunding le jour même où l'ensemble du personnel a été licencié avec sept semaines de salaire encore dues. Mon côté cynique me suggère que les deux nouvelles ne sont pas sans rapport et que la bonne nouvelle a été utilisée comme opportunité pour enterrer la mauvaise. »,
Bernie Ecclestone, qui dirige la Formula One Management, après avoir annoncé à plusieurs reprises que Caterham et Marussia ne manqueraient à personne révèle avoir pris en charge les frais de transport du matériel et du personnel de l'équipe jusqu'à Abou Dabi : « Ils voulaient faire cette course alors nous leur avons offert le transport. Nous les avons aidés un peu même si nous n'étions pas obligés de le faire. Nous avons même affrété un autre avion pour le personnel pour qu'ils puissent venir. C'est un peu trop mais nous l'avons fait. »
Le jeudi précédent la course, Caterham annonce que Will Stevens, le pilote britannique qui a fini sixième du championnat 2014 de Formule Renault 3.5 avec deux victoires et participé aux essais privés de Caterham après le Grand Prix de Grande-Bretagne est aligné aux côtés de Kamui Kobayashi. Stevens a été choisi alors que le contrat de Roberto Merhi l'annonçait comme remplaçant prioritaire en cas d'absence d'un des titulaires,.

#### Marussia
Malgré les rumeurs annonçant sa présence (son fret ayant été embarqué pour les Émirats arabes unis et Ferrari indiquant embarquer des moteurs V6 pour son écurie cliente,) Marussia F1 Team, mise en liquidation et dont l'ensemble du personnel a été licencié, n'est pas présente à Abou Dabi. La participation à l'épreuve aurait permis à l'équipe de conserver un bonus d'environ 30 millions d'euros (partage des droits de retransmissions télévisuelles) lié aux deux points marqués par Jules Bianchi à Monaco,,,,.

## Essais libres

### Première séance, le vendredi de 13 h à 14 h 30
| Pos. | Pilote           | Voiture            | Chrono         | Écart     |
| ---- | ---------------- | ------------------ | -------------- | --------- |
| 1    | Lewis Hamilton   | Mercedes           | 1 min 42 s 476 |           |
| 2    | Nico Rosberg     | Mercedes           | 1 min 43 s 609 | + 0 s 133 |
| 3    | Fernando Alonso  | Ferrari            | 1 min 45 s 184 | + 1 s 708 |
| 4    | Sebastian Vettel | Red Bull-Renault   | 1 min 45 s 334 | + 1 s 858 |
| 5    | Daniel Ricciardo | Red Bull-Renault   | 1 min 45 s 361 | + 0 s 885 |
| 6    | Jean-Éric Vergne | Toro Rosso-Renault | 1 min 45 s 718 | + 2 s 242 |

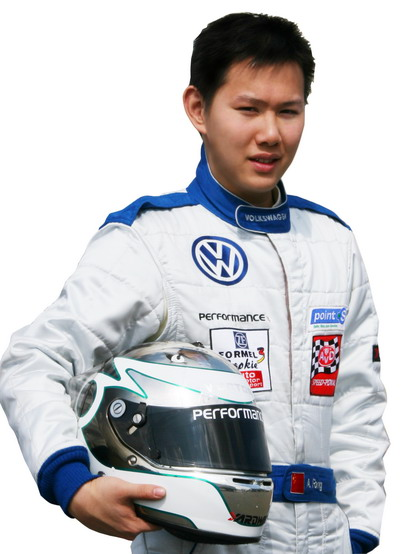
Adderly Fong (ici en 2009) fait ses premiers tours de piste au volant d'une Formule 1 dans le cadre d'un Grand Prix à Abou Dabi.

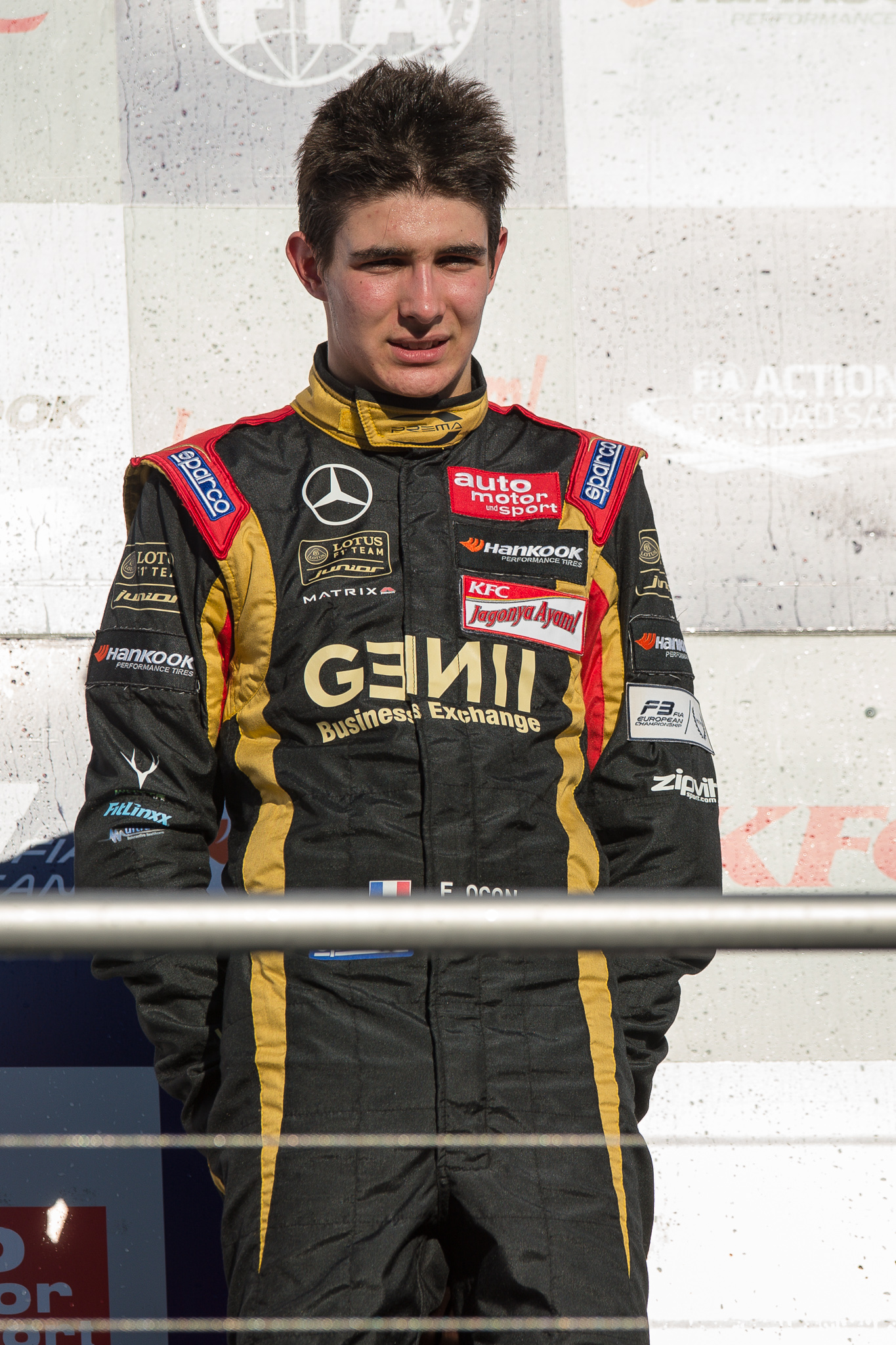
Esteban Ocon dispute ses premiers essais officiels en Formule 1 dans le cadre d'un Grand Prix à Abou Dabi.

La température ambiante est de 27 °C et la piste est à 42 °C au début de la première séance d'essais libres dix-neuvième et dernière manche du championnat 2014. Après avoir bouclé son tour d'installation, Pastor Maldonado fixe le temps de référence en 1 min 48 s 739. Daniil Kvyat améliore en 1 min 48 s 626 puis cède le commandement à Valtteri Bottas qui tourne en 1 min 46 s 601. Nico Rosberg prend un temps la tête en 1 min 46 s 028 mais Bottas améliore en 1 min 45 s 913 avant de laisser la main aux deux pilotes Mercedes, Lewis Hamilton tournant en 1 min 45 s 141 et Rosberg en 1 min 44 s 860,,.
Après les trente premières minutes, les pilotes rentrent aux stands pour rendre le train de pneus supplémentaire alloué par Pirelli et se relancent immédiatement. L'équipe Williams F1 Team connaît un problème surprenant puisque, coup sur coup, les deux monoplaces perdent leur capot arrière, imposant à leurs pilotes une rentrée immédiate au stand ; il semble que les nombreuses ouvertures pratiquées pour refroidir le moteur provoquent une pénétration d'air si forte que les fixations s'arrachent,,. 
Alors qu'il reste encore quarante minutes, les Mercedes se reprennent la piste et Lewis Hamilton, en 1 min 43 s 799, prend l'avantage sur Rosberg (1 min 44 s 199). Si l'Allemand passe en tête quelques minutes plus tard, en 1 min 43 s 609, Lewis Hamilton établit finalement le meilleur temps de la session, en 1 min 43 s 476,,. 
Si McLaren prépare déjà les tests d'après-saison avec Honda (la McLaren MP4-29 est bardée de capteurs de toutes sortes), la séance de Jenson Button est frustrante puisque l'Anglais doit rentrer après seulement huit tours ; ses mécaniciens démontent alors entièrement sa monoplace. Le novice Will Stevens n'a pu boucler que quelques tours à vitesse réduite au volant de la Caterham en début de séance avant de rentrer ; il ne reprend la piste que pour le dernier quart d'heure,,. 
- Will Stevens remplace Marcus Ericsson chez Caterham F1 Team durant l'ensemble du week-end de course.
- Adderly Fong, pilote-essayeur chez Sauber, remplace Adrian Sutil lors de cette séance d'essais. Cette année, le pilote chinois de 24 ans évoluait en Audi R8 LMS Cup et a couru les 24 Heures du Mans au volant d'une Ligier JS P2-Honda du OAK Racing-Team Asia. Il a également disputé treize courses, en 2013, en GP3 Series et a obtenu sa superlicence en octobre 2014 au volant de la Sauber C31 de la saison 2012[22],[23].
- Esteban Ocon, pilote-essayeur chez Lotus F1 Team, remplace Romain Grosjean lors de cette séance d'essais. Vainqueur du Championnat d'Europe de Formule 3, le pilote de 18 ans, protégé de longue date de la filière Gravity devenue Lotus F1 Junior Team, a déjà roulé à plusieurs reprises au volant d'une monoplace de Formule 1 ; à Valence en septembre 2014 à bord d'une Lotus E20 de 2012 puis à Fiorano, dans une Ferrari F10 de la saison 2010, comme récompense pour son titre de champion en Formule 3. La semaine suivant le Grand Prix, il participera au test des jeunes pilotes organisé sur la piste de Yas Marina[24],[25].

### Deuxième séance, le vendredi de 17 h à 17 h 30
| Pos. | Pilote           | Voiture           | Chrono         | Écart     |
| ---- | ---------------- | ----------------- | -------------- | --------- |
| 1    | Lewis Hamilton   | Mercedes          | 1 min 42 s 113 |           |
| 2    | Nico Rosberg     | Mercedes          | 1 min 42 s 196 | + 0 s 083 |
| 3    | Kevin Magnussen  | McLaren-Mercedes  | 1 min 42 s 895 | + 0 s 782 |
| 4    | Sebastian Vettel | Red Bull-Renault  | 1 min 42 s 959 | + 0 s 846 |
| 5    | Valtteri Bottas  | Williams-Mercedes | 1 min 43 s 070 | + 0 s 956 |
| 6    | Daniel Ricciardo | Red Bull-Renault  | 1 min 43 s 183 | + 1 s 070 |

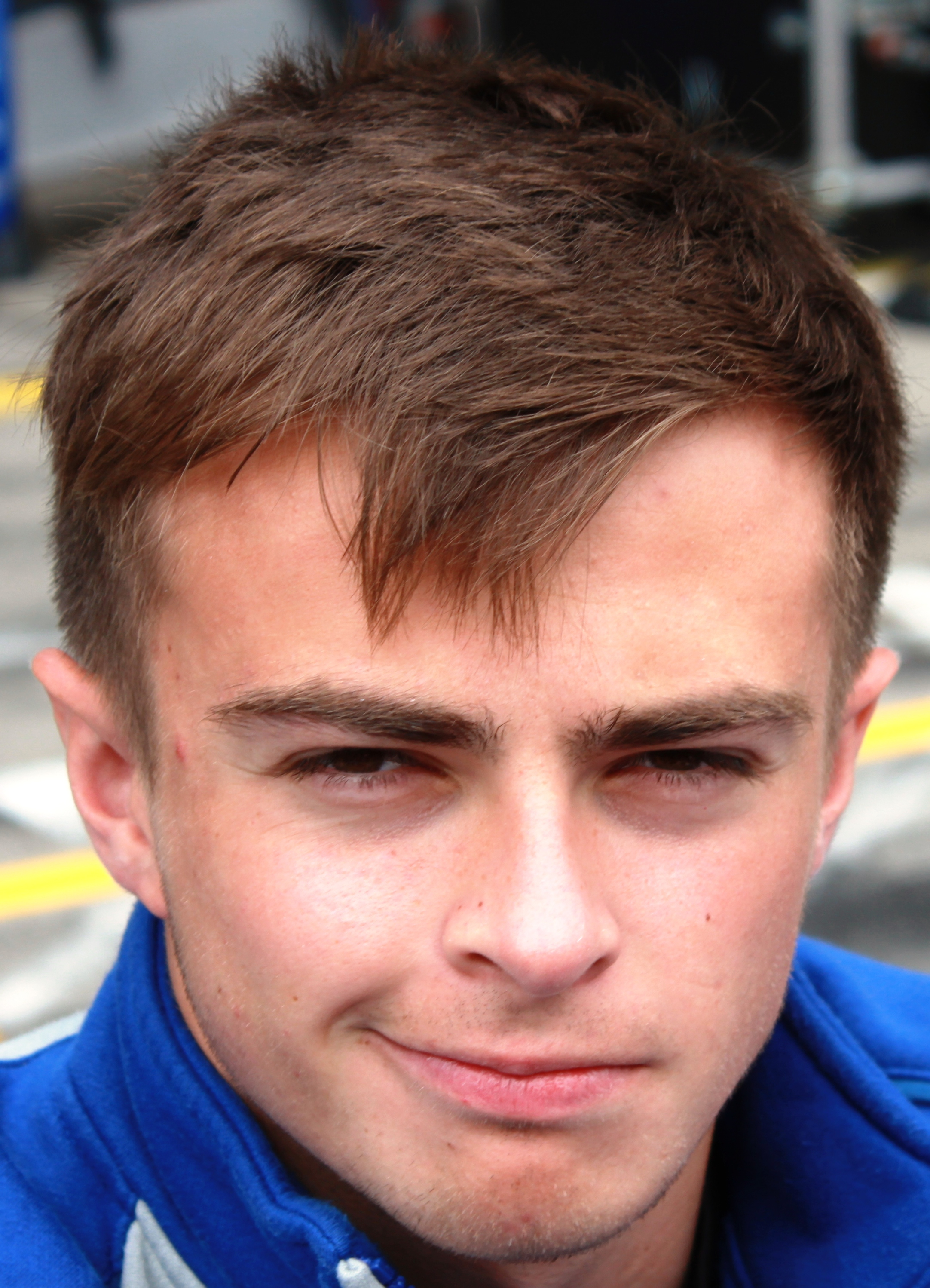
Will Stevens (ici en 2012) prend son premier départ en Formule 1 à l'occasion du Grand Prix d'Abou Dabi 2014.

La deuxième séance d'essais libres du Grand Prix d'Abou Dabi débute sous une température ambiante de 26 °C. Les pilotes s'élancent en piste dès son ouverture et Adrian Sutil fixe le temps de référence en 1 min 47 s 412. Au fil des tours, les temps chutent et les pilotes se relaient en tête : Jean-Éric Vergne tourne en 1 min 45 s 697, Felipe Massa en 1 min 45 s 055, Daniil Kvyat en 1 min 44 s 949, Kevin Magnussen en 1 min 44 s 895 et Nico Rosberg en 1 min 43 s 024,,
Alors que la séance n'est entamée que depuis vingt minutes, Sutil sort de la piste dans le virage no 8 à cause d'une casse de disque de frein. À peine plus tard, après un seul tour lancé, Fernando Alonso immobilise sa Ferrari F14 T (un vaste panache de fumée s'en échappe) dans le troisième secteur ; la monoplace n'est pas reconduite au stand et la session d'essais d'Alonso s'achève prématurément. Quelques minutes plus tard, Rosberg améliore son meilleur temps, en 1 min 42 s 972,,. 
Alors qu'il reste une heure avant le drapeau à damier, certains pilotes se relancent avec les pneus les plus tendres proposés par Pirelli. Ainsi chaussé, Sebastian Vettel passe en tête du classement, en 1 min 42 s 959. Kevin Magnussen améliore ensuite, en 1 min 42 s 895, mais ne peut résister à Rosberg (1 min 42 s 303) et à Lewis Hamilton (1 min 42 s 159 puis 1 min 42 s 113),,. 
En fin de séance, les pilotes, qui n'ont roulé pratiquement qu'avec le mélange pneumatique le plus dur dans la matinée, effectuent de longues séries de tours avec les deux types de pneus pour préparer la course et évaluer les différences de performance et de niveau de dégradation avec les gommes les plus tendres. Alors que certaines équipes semblent touchées par une dégradation sur le train avant, d'autres sont victimes de soucis à l'arrière,,.

### Troisième séance, le samedi de 14 h à 15 h
| Pos. | Pilote           | Voiture           | Chrono         | Écart     |
| ---- | ---------------- | ----------------- | -------------- | --------- |
| 1    | Nico Rosberg     | Mercedes          | 1 min 41 s 424 |           |
| 2    | Lewis Hamilton   | Mercedes          | 1 min 41 s 793 | + 0 s 369 |
| 3    | Felipe Massa     | Williams-Mercedes | 1 min 42 s 429 | + 1 s 005 |
| 4    | Fernando Alonso  | Ferrari           | 1 min 42 s 653 | + 1 s 229 |
| 5    | Sebastian Vettel | Red Bull-Renault  | 1 min 42 s 679 | + 1 s 255 |
| 6    | Jenson Button    | McLaren-Mercedes  | 1 min 42 s 768 | + 1 s 344 |

La température ambiante est de 27 °C et la piste est à 46 °C au début de la dernière séance d'essais du Grand Prix d'Abou Dabi qui se tient encore de jour, la séance de qualifications se déroulant ensuite au crépuscule. Fernando Alonso, qui a manqué la deuxième séance d'essais libres à cause d'un problème technique, est le premier en piste et fixe le temps de référence en 1 min 44 s 581,,.
Sebastian Vettel améliore en 1 min 44 s 547 puis Jenson Button passe en tête en 1 min 44 s 518. Après moins de vingt minutes, Alonso remonte en piste chaussé du mélange le plus tendre proposé par Pirelli et se replace en tête du classement en 1 min 42 s 653. Quelques minutes plus tard, Nico Rosberg, qui est toujours chaussé des pneus durs moins performants, améliore en 1 min 42 s 635. La Scuderia Ferrari rappelle son pilote alors qu'il reste encore une demi-heure d'essais ; L'Espagnol quitte sa monoplace dont le moteur est changé par les mécaniciens avant la séance de qualification,,.
Quelques minutes avant le drapeau à damier, tous les pilotes se relancent avec les pneus les plus tendres. Felipe Massa prend un temps la tête en 1 min 42 s 429 mais, comme de coutume cette saison, ne peut rivaliser face aux pilotes Mercedes puisque Rosberg tourne en 1 min 41 s 424 tandis que Lewis Hamilton prend la deuxième place en 1 min 41 s 793,,.

## Séance de qualifications

### Résultats des qualifications

#### Nouveau format de qualification
Les commissaires de la FIA ont revu le format des qualifications à la suite du retour des deux monoplaces de Caterham F1 Team. Sur le circuit de Yas Marina où vingt voitures sont engagées, cinq pilotes seront éliminés en Q1 et en Q2 afin qu'il reste dix voitures pour la Q3. Cette décision ne s'applique que pour cette course.

#### Session Q1
La séance qualificative du Grand Prix d'Abou Dabi commence à la lumière du jour mais se terminera sous celle des projecteurs, la température ambiante est néanmoins de 26 °C. Les pilotes s'élancent en piste dès son ouverture et Kevin Magnussen fixe le temps de référence en 1 min 43 s 171,,.
Valtteri Bottas prend la tête en 1 min 42 s 346 mais ne peut résister à Nico Rosberg qui améliore en 1 min 41 s 308 dès son premier tour lancé. Le pilote Mercedes a fait le choix exceptionnel de partir directement avec les pneus les plus tendres afin de maximiser ses chances de qualification. Son coéquipier Lewis Hamilton, contraint d'adopter le même choix, réalise à son tour le meilleur temps de la session, en 1 min 41 s 207,,.
Dans les dernières minutes, alors qu'Hamilton, Rosberg, Valtteri Bottas et Felipe Massa restent dans leurs stands, les pilotes Red Bull Racing montent enfin en piste, eux aussi directement chaussé des « supertendres » ce qui leur permet de tourner dans le même rythme que les Williams F1 Team, au contraire des deux Ferrari qui évoluent dans la zone d'élimination. Si Kimi Räikkönen attaque et termine la séance cinquième, Fernando Alonso, piégé dans le trafic, ne réalise que le treizième temps. Les cinq pilotes éliminés sont Will Stevens et sont coéquipier Kamui Kobayashi, Pastor Maldonado et son coéquipier Romain Grosjean et Esteban Gutiérrez,,.

#### Session Q2
Les pilotes s'élancent alors que le soleil disparaît et que les projecteurs prennent le relais pour illuminer la piste de Yas Marina. Sergio Pérez, qui vient de prolonger son contrat pour plusieurs années avec Force India, fixe le temps de référence en 1 min 42 s 467,,,
Felipe Massa améliore dans la foulée, en 1 min 41 s 575, un dixième de seconde plus lentement que son meilleur temps lors de la phase précédente. En 1 min 40 s 920, Lewis Hamilton prend la tête et passe le reste de la séance dans son garage, son coéquipier et rival Nico Rosberg, commettant une erreur qui le repousse à une demi-seconde (1 min 41 s 459),,. 
Alors qu'Hamilton, Rosberg et Daniel Ricciardo, assurés d'aller en Q3, restent aux stands, les autres pilotes reprennent la piste. Si aucun ne parvient à battre le temps d'Hamilton, Felipe Massa, en 1 min 41 s 144, et son coéquipier Valtteri Bottas, en 1 min 41 s 376,  prennent les deuxième et troisième places. Les pilotes McLaren Racing ne s'élancent que dans les tout derniers instants ; si Jenson Button, en 1 min 41 s 875, s'assure une place en Q3, Kevin Magnussen est plus en retrait. Kimi Räikkönen, une nouvelle fois en difficulté est longtemps quatorzième et en passe d'être éliminé lorsqu'il réussit, en 1 min 42 s 168, à ravir le dixième temps à Magnussen. Les cinq pilotes éliminés sont Adrian Sutil, Nico Hülkenberg et son coéquipier Sergio Pérez, Jean-Éric Vergne et Magnussen,,.

#### Session Q3
Tous les pilotes prennent la piste alors que la température descend rapidement maintenant que le soleil s'est couché sur le désert d'Abou Dabi. Les deux Williams F1 Team réalisent les deux premières meilleures performances, Felipe Massa devançant Valtteri Bottas. Plus rapide que ses rivaux dans les premier et troisième secteurs, Nico Rosberg passe ensuite en tête en 1 min 40 s 697, tandis que son coéquipier Lewis Hamilton, à l'attaque, sort trop large sur un vibreur dans l'avant-dernier virage après un blocage de sa roue avant-gauche ; deuxième, il concède trois dixièmes de secondes à Rosberg et précède Massa, Bottas, Daniel Ricciardo, Sebastian Vettel, Jenson Button, Fernando Alonso et Daniil Kvyat, Kimi Räikkönen n'ayant pas pris la piste,,.
Dans les derniers instants de la session, tous les pilotes sont en piste pour tenter d'améliorer leur performances. Les pilotes Mercedes sortent en derniers ; Hamilton, qui suit Rosberg, sera le dernier à finir ses tours chronométrés. Bottas réalise les meilleurs temps dans les deux premiers secteurs mais reste derrière les Mercedes. Rosberg améliore à nouveau son temps dans le second secteur et tourne en 1 min 40 s 480 ; Hamilton échoue alors à 4 dixièmes de seconde de son coéquipier (1 min 40 s 866),,.
Rosberg obtient sa onzième pole position de la saison et Hamilton l'accompagnera en première ligne. Les Williams de Bottas et Massa occupent une nouvelle fois la deuxième ligne. Alors que les Red Bull RB10 semblaient installées en troisième ligne, elles sont exclues des qualifications pour n'avoir pas passé avec succès les vérifications techniques : l'aileron avant des deux voitures étant trop flexible, les commissaires sportifs ont procédé à l'exclusion des deux voitures (infraction à l’article 3.15 du règlement technique). Ricciardo et Vettel partiront ainsi depuis le fond de la grille tandis que Kvyatt et Button prennent leur place. La quatrième ligne échoit aux Ferrari de Räikkönen et Alonso, Magnussen et Vergne intégrant alors le top 10,,,.

### Grille de départ
| Pos.                                                                                      | Pilote            | Écurie               | Qualifications 1 | Qualifications 2 | Qualifications 3 |
| ----------------------------------------------------------------------------------------- | ----------------- | -------------------- | ---------------- | ---------------- | ---------------- |
| 1                                                                                         | Nico Rosberg      | Mercedes             | 1 min 41 s 308   | 1 min 41 s 459   | 1 min 40 s 480   |
| 2                                                                                         | Lewis Hamilton    | Mercedes             | 1 min 41 s 207   | 1 min 40 s 920   | 1 min 40 s 866   |
| 3                                                                                         | Valtteri Bottas   | Williams-Mercedes    | 1 min 42 s 346   | 1 min 41 s 376   | 1 min 41 s 025   |
| 4                                                                                         | Felipe Massa      | Williams-Mercedes    | 1 min 41 s 475   | 1 min 41 s 144   | 1 min 41 s 119   |
| Exc.                                                                                      | Daniel Ricciardo  | Red Bull-Renault     | 1 min 42 s 204   | 1 min 41 s 692   | 1 min 41 s 267   |
| Exc.                                                                                      | Sebastian Vettel  | Red Bull-Renault     | 1 min 42 s 495   | 1 min 42 s 147   | 1 min 41 s 893   |
| 7                                                                                         | Daniil Kvyat      | Toro Rosso-Renault   | 1 min 42 s 302   | 1 min 42 s 082   | 1 min 41 s 908   |
| 8                                                                                         | Jenson Button     | McLaren-Mercedes     | 1 min 42 s 137   | 1 min 41 s 875   | 1 min 41 s 964   |
| 9                                                                                         | Kimi Räikkönen    | Ferrari              | 1 min 42 s 439   | 1 min 42 s 168   | 1 min 42 s 236   |
| 10                                                                                        | Fernando Alonso   | Ferrari              | 1 min 42 s 467   | 1 min 41 s 940   | 1 min 42 s 866   |
| 11                                                                                        | Kevin Magnussen   | McLaren-Mercedes     | 1 min 42 s 104   | 1 min 42 s 198   |                  |
| 12                                                                                        | Jean-Éric Vergne  | Toro Rosso-Renault   | 1 min 42 s 413   | 1 min 42 s 207   |                  |
| 13                                                                                        | Sergio Pérez      | Force India-Mercedes | 1 min 42 s 654   | 1 min 42 s 239   |                  |
| 14                                                                                        | Nico Hülkenberg   | Force India-Mercedes | 1 min 42 s 444   | 1 min 42 s 384   |                  |
| 15                                                                                        | Adrian Sutil      | Sauber-Ferrari       | 1 min 42 s 746   | 1 min 43 s 074   |                  |
| 16                                                                                        | Romain Grosjean   | Lotus-Renault        | 1 min 42 s 768   |                  |                  |
| 17                                                                                        | Esteban Gutiérrez | Sauber-Ferrari       | 1 min 42 s 819   |                  |                  |
| 18                                                                                        | Pastor Maldonado  | Lotus-Renault        | 1 min 42 s 869   |                  |                  |
| 19                                                                                        | Kamui Kobayashi   | Caterham-Renault     | 1 min 44 s 540   |                  |                  |
| 20                                                                                        | Will Stevens      | Caterham-Renault     | 1 min 45 s 095   |                  |                  |
| Temps minimal à réaliser pour la qualification : 1 min 48 s 291 (107 % de 1 min 41 s 207) |                   |                      |                  |                  |                  |

- Daniel Ricciardo, auteur du cinquième temps des qualifications, et son coéquipier Sebastian Vettel, auteur du sixième temps des qualifications, sont exclus des qualifications en raison d'un aileron avant trop flexible. Ils s'élancent des deux dernières places sur la grille de départ[45].
- Romain Grosjean, auteur du seizième temps des qualifications, est pénalisé d'un recul de vingt places sur la grille de départ après avoir utilisé un sixième moteur, le quota annuel étant fixé à cinq. Il s'élance de la dix-huitième place de la grille après l'exclusion des pilotes Red Bull Racing. Il devra également effectuer un drive-through durant la course car Abou Dabi étant la dernière course de la saison, il ne peut pas étaler sa pénalité sur plusieurs manches et reçoit cette seconde sanction à titre compensatoire[46].

## Course

### Déroulement de l'épreuve
La température ambiante est de 26 °C au départ du dernier Grand Prix de la saison. Sebastian Vettel et son coéquipier Daniel Ricciardo s'élançant depuis la voie des stands après leurs exclusions des qualifications pour avoir utilisé des ailerons avant trop flexibles, dix-huit pilotes s'alignent sur la grille. À l'extinction des feux, Lewis Hamilton, en première ligne, bondit de son emplacement et prend immédiatement le large sur Nico Rosberg, pourtant en pole position sur le côté propre de la piste, qui patine et sauve, in extremis, la deuxième place devant la meute. Valtteri Bottas perd de nombreuses positions tandis que Kevin Magnussen et Adrian Sutil se touchent dans un peloton compact et perdent eux aussi plusieurs places. Au premier passage sur la ligne de chronométrage, Hamilton devance Rosberg, Felipe Massa, Jenson Button, Kimi Räikkönen, Fernando Alonso, Daniil Kvyat, Bottas, Nico Hülkenberg, Sergio Pérez, Esteban Gutiérrez, Jean-Éric Vergne, Magnussen, Pastor Maldonado, Kamui Kobayashi, Sutil, Ricciardo, Vettel, Grosjean et Will Stevens. Romain Grosjean rentre à la fin du premier tour pour purger sa pénalité (drive-through) liée à un changement de moteur hors-quota,,
En tête, après cinq tours, Lewis Hamilton a creusé un écart d'une seconde et demi sur Rosberg tandis que Massa est repoussé à plus de trois secondes. Les premiers arrêts au stand (Alonso et Sutil) interviennent dès la fin du sixième tour car les pilotes cherchent à se débarrasser rapidement des pneus « supertendres ». Button, Kvyat (qui a dépassé Räikkönen) et Räikkönen rentrent au tour suivant ; Gutiérrez, Maldonado, Grosjean, Hamilton, Bottas, Rosberg, Massa, Vergne, Pérez, Stevens, Hülkenberg et Kobayashi s'arrêtent entre le huitième et le seizième tour. Après l'arrêt des deux pilotes Mercedes, Felipe Massa effectue deux tours en tête. Dans le même temps, Nico Hülkenberg reçoit une pénalité de cinq secondes pour avoir poussé Magnussen hors de la piste tandis que Daniil Kvyat abandonne à cause d'un problème moteur dans son seizième tour,,.
Au dix-neuvième tour, Hamilton possède 2 secondes 5 d'avance sur Rosberg et Massa est à 9 s ; suivent Ricciardo, Bottas, Magnussen, Vettel, Button, Alonso, Räikkönen, Pérez, Hülkenberg, Vergne, Maldonado, Gutiérrez, Sutil, Grosjean, Kobayashi et Stevens. Les pilotes qui ont pris le départ avec les pneus les plus durs observent leur premier arrêt après vingt-et-un tours ; si Magnussen choisit les pneus « supertendres » pour un court relais, Vettel rechausse les pneus durs. Rosberg se plaint alors d'une perte importante de puissance à cause d'un problème lié au système de récupération d'énergie. Il concède immédiatement 3 secondes au tour à Massa qui le dépasse dans le vingt-sixième tour. Pastor Maldonado range alors sa Lotus E22 sur le bord de la piste, moteur en flammes,,.
Les deux pilotes Mercedes effectuent leur deuxième arrêt au stand avant les pilotes Williams et, à nouveau, Massa se retrouve en tête de l'épreuve. Si  Rosberg parvient encore à se maintenir parmi les quatre premiers malgré son problème technique, il se retrouve rapidement sous la menace de Ricciardo, Pérez, Vettel et Hülkenberg, en stratégie décalée. Quelques tours plus tard, il subit plusieurs coupures moteur puis son aileron arrière mobile reste coincé en position ouverte. L'Allemand, désormais relégué à la huitième place, perd de 4 à 5 secondes au tour sur les hommes de tête. Au terme du quarante-troisième tour, Felipe Massa effectue son deuxième et dernier arrêt et rend la tête à Hamilton. Le Brésilien tente alors un ultime pari en chaussant les pneus « supertendres » afin d'essayer de rattraper ses 10 secondes de retard et de viser la victoire ; preuve de sa volonté de réussir cet objectif, il réalise d'emblée le meilleur tour en course,,.
Rosberg toujours en proie à des soucis mécaniques, glisse, tour après tour, hors des points ; alors que ses ingénieurs, à deux tours du but, lui proposent d'abandonner, il met un point d'honneur à aller au bout et se fait prendre un tour par son coéquipier qui garde une avance suffisante sur Massa pour franchir, pour la onzième fois de la saison, la ligne d'arrivée en vainqueur. Valtteri Bottas complète le podium ; suivent pour les points Ricciardo, Button, Hülkenberg, Pérez, Vettel, Alonso et Räikkönen,,.

### Classement de la course
| Pos. | no | Pilote            | Écurie               | Tours | Temps/Abandon                      | Grille  | Points |
| ---- | -- | ----------------- | -------------------- | ----- | ---------------------------------- | ------- | ------ |
| 1    | 44 | Lewis Hamilton    | Mercedes             | 55    | 1 h 39 min 02 s 619 (185,052 km/h) | 2       | 50     |
| 2    | 19 | Felipe Massa      | Williams-Mercedes    | 55    | + 2 s 576                          | 4       | 36     |
| 3    | 77 | Valtteri Bottas   | Williams-Mercedes    | 55    | + 28 s 880                         | 3       | 30     |
| 4    | 3  | Daniel Ricciardo  | Red Bull-Renault     | 55    | + 37 s 237                         | pitlane | 24     |
| 5    | 22 | Jenson Button     | McLaren-Mercedes     | 55    | + 1 min 00 s 334                   | 6       | 20     |
| 6    | 27 | Nico Hülkenberg   | Force India-Mercedes | 55    | + 1 min 02 s 148                   | 12      | 16     |
| 7    | 11 | Sergio Pérez      | Force India-Mercedes | 55    | + 1 min 11 s 060                   | 11      | 12     |
| 8    | 1  | Sebastian Vettel  | Red Bull-Renault     | 55    | + 1 min 12 s 045                   | pitlane | 8      |
| 9    | 14 | Fernando Alonso   | Ferrari              | 55    | + 1 min 25 s 813                   | 8       | 4      |
| 10   | 7  | Kimi Räikkönen    | Ferrari              | 55    | + 1 min 27 s 820                   | 7       | 2      |
| 11   | 20 | Kevin Magnussen   | McLaren-Mercedes     | 55    | + 1 min 30 s 376                   | 9       |        |
| 12   | 25 | Jean-Éric Vergne  | Toro Rosso-Renault   | 55    | + 1 min 31 s 947                   | 10      |        |
| 13   | 8  | Romain Grosjean   | Lotus-Renault        | 54    | + 1 tour                           | 16      |        |
| 14   | 6  | Nico Rosberg      | Mercedes             | 54    | + 1 tour                           | 1       |        |
| 15   | 21 | Esteban Gutiérrez | Sauber-Ferrari       | 54    | + 1 tour                           | 14      |        |
| 16   | 99 | Adrian Sutil      | Sauber-Ferrari       | 54    | + 1 tour                           | 13      |        |
| 17   | 46 | Will Stevens      | Caterham-Renault     | 54    | + 1 tour                           | 17      |        |
| Abd. | 10 | Kamui Kobayashi   | Caterham-Renault     | 42    | Vibrations                         | 16      |        |
| Abd. | 13 | Pastor Maldonado  | Lotus-Renault        | 26    | Moteur (incendie)                  | 15      |        |
| Abd. | 26 | Daniil Kvyat      | Toro Rosso-Renault   | 14    | Moteur                             | 5       |        |

### Pole position et record du tour
Nico Rosberg part en pole position pour la quinzième fois de sa carrière, la dixième fois de la saison et la première fois à Abou Dabi. 
- Pole position :  Nico Rosberg (Mercedes Grand Prix) en 1 min 40 s 480 (198,989 km/h)[51].
- Meilleur tour en course :  Daniel Ricciardo (Red Bull-Renault) en 1 min 44 s 496 (191,341 km/h) au cinquantième tour[52].

### Tours en tête
- Lewis Hamilton : 40 tours (1-10 / 14-31 / 44-55)[53]
- Nico Rosberg : 1 tour (11)
- Felipe Massa : 14 tours (12-13 / 32-43)

## Classements généraux à l'issue de la course
| Pos.     | Pilote           | Écurie               | Points |
| -------- | ---------------- | -------------------- | ------ |
| Champion | Lewis Hamilton   | Mercedes             | 384    |
| 2        | Nico Rosberg     | Mercedes             | 317    |
| 3        | Daniel Ricciardo | Red Bull-Renault     | 238    |
| 4        | Valtteri Bottas  | Williams-Mercedes    | 186    |
| 5        | Sebastian Vettel | Red Bull-Renault     | 167    |
| 6        | Fernando Alonso  | Ferrari              | 161    |
| 7        | Felipe Massa     | Williams-Mercedes    | 134    |
| 8        | Jenson Button    | McLaren-Mercedes     | 126    |
| 9        | Nico Hülkenberg  | Force India-Mercedes | 96     |
| 10       | Sergio Pérez     | Force India-Mercedes | 59     |
| 11       | Kevin Magnussen  | McLaren-Mercedes     | 55     |
| 12       | Kimi Räikkönen   | Ferrari              | 55     |
| 13       | Jean-Éric Vergne | Toro Rosso-Renault   | 22     |
| 14       | Romain Grosjean  | Lotus-Renault        | 8      |
| 15       | Daniil Kvyat     | Toro Rosso-Renault   | 8      |
| 16       | Pastor Maldonado | Lotus-Renault        | 2      |
| 17       | Jules Bianchi    | Marussia-Ferrari     | 2      |

| Pos.     | Écurie               | Points |
| -------- | -------------------- | ------ |
| Champion | Mercedes             | 701    |
| 2        | Red Bull-Renault     | 405    |
| 3        | Williams-Mercedes    | 320    |
| 4        | Ferrari              | 216    |
| 5        | McLaren-Mercedes     | 181    |
| 6        | Force India-Mercedes | 155    |
| 7        | Toro Rosso-Renault   | 30     |
| 8        | Lotus-Renault        | 10     |
| 9        | Marussia-Ferrari     | 2      |
| 10       | Sauber-Ferrari       | 0      |
| 11       | Caterham-Renault     | 0      |

## Statistiques
Le Grand Prix d'Abou Dabi 2014 représente :
- la 15e pole position de sa carrière pour Nico Rosberg, sa onzième cette saison[56] ;
- la 33e victoire de sa carrière pour Lewis Hamilton[57] ;
- la 29e victoire pour Mercedes en tant que constructeur[58] ;
- la 115e victoire pour Mercedes en tant que motoriste[59] ;
- la 18e pole position de la saison pour Mercedes AMG Petronas Formula One Team qui égale le record de Red Bull Racing établi en 2011[60] ;
- la 16e victoire de la saison pour Mercedes, ce qui constitue un nouveau record[61] ;
- le 31e podium de la saison pour Mercedes, ce qui constitue un nouveau record[62] ;
- En tant que motoriste, Mercedes AMG High Performance Powertrains a réalisé, grâce aux écuries Mercedes AMG Petronas Formula One Team et Williams Martini Racing 100 % des pole positions de la saison (19), ce qui n'était plus arrivé depuis la saison 1969 avec 11 pole positions sur 11 pour le moteur Ford-Cosworth[63] ;
- le 1er meilleur tour en course de sa carrière pour Daniel Ricciardo[64] ;
- le 1er départ en Grand Prix de sa carrière pour Will Stevens[65].
- le 56e et dernier Grand Prix de Caterham F1 Team.

Au cours de ce Grand Prix :
- Lewis Hamilton remporte son deuxième titre de champion du monde[66] ;
- À l'issue de la saison, comme précédemment en 1998 avec Jacques Villeneuve, le champion du monde en titre, Sebastian Vettel, n'a remporté aucune victoire[67] ;
- Pour la première fois depuis vingt ans, la Scuderia Ferrari ne remporte aucun Grand Prix[68] ;
- Danny Sullivan (15 Grands Prix chez Tyrrell Racing en 1983 (2 points), second de la Race of champions 1983, vainqueur des 500 miles d'Indianapolis 1985 et champion CART 1988) est nommé conseiller des commissaires de course. Il a déjà officié à ce poste cette saison aux Grands Prix d'Espagne et de Russie[67],[69].